# Кастел Рокеро
Кастел Рокеро (итал. Castel Rocchero) је насеље у Италији у округу Асти, региону Пијемонт.
Према процени из 2011. у насељу је живело 246 становника. Насеље се налази на надморској висини од 414 м.

## Становништво
| 1936. | 1951. | 1961. | 1971. | 1981. | 1991. | 2001. | 2011. |
| ----- | ----- | ----- | ----- | ----- | ----- | ----- | ----- |
| 769   | 695   | 622   | 532   | 426   | 464   | 396   | 396   |